# Ismael Ivo

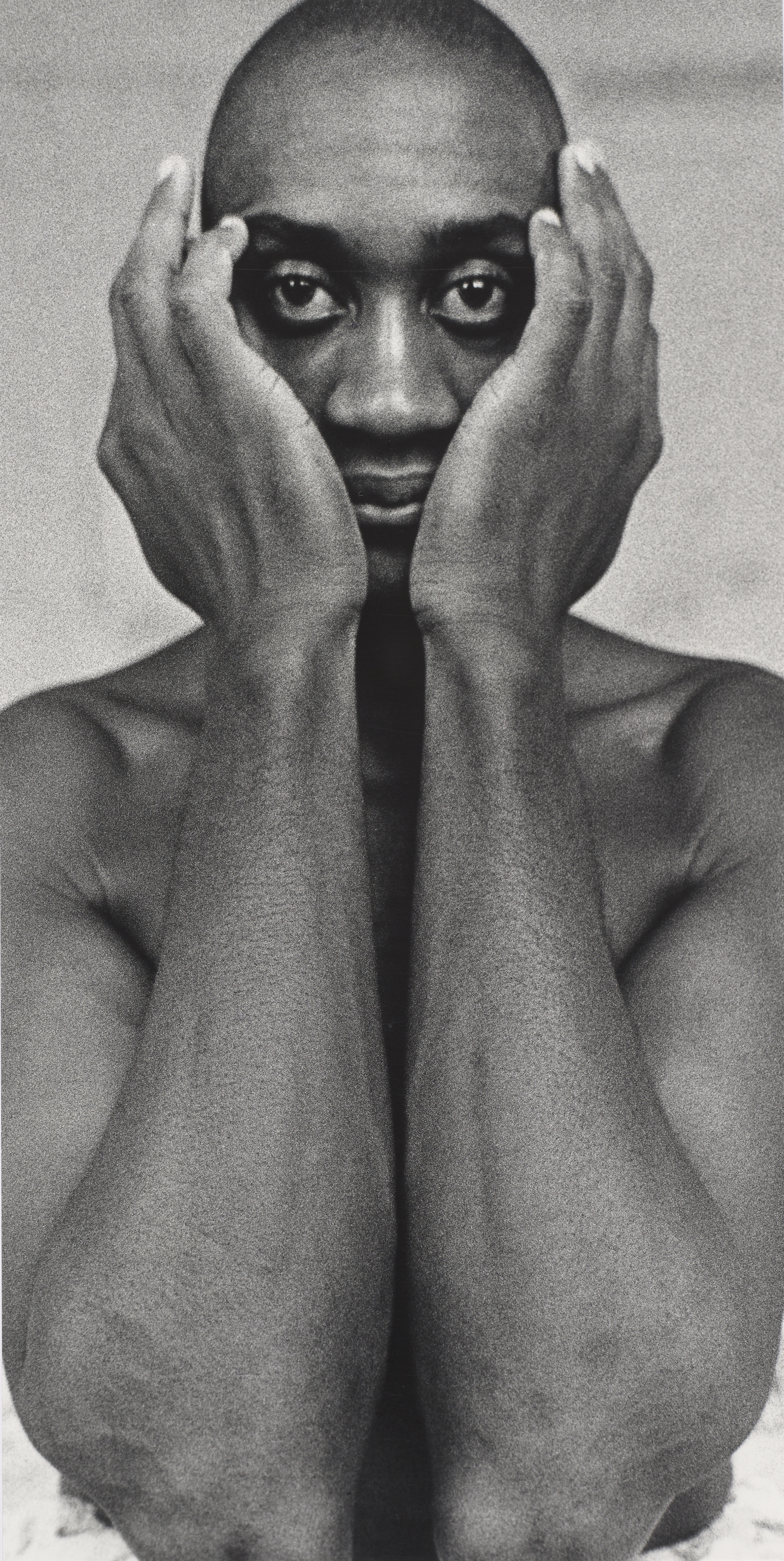
Ismael Ivo. Porträt von Anno Wilms, Berlin 1988

Ismael Ivo (geboren 17. Januar 1955 in São Paulo; gestorben 8. April 2021 ebenda) war ein brasilianischer Tänzer und Choreograf, der viele Jahre in Deutschland, Italien und Österreich arbeitete. Spartenübergreifend bewegte sich Ivo zwischen traditionellem Modern Dance, Ausdruckstanz und zeitgenössischen Tanzformen.

## Leben
Ivo wurde 1955 im Stadtteil Vila Prudente der Großstadt São Paulo geboren und wuchs im Stadtteil Vila Ema in bescheidenen Verhältnissen auf. Seine Mutter, die als Hausangestellte arbeitete, war alleinerziehend. Ivo interessierte sich bereits früh für Tanz und es gelang ihm dank verschiedener Stipendien Tanzschulen zu besuchen. Ihm gelang die Aufnahme ins Tanzensemble des Teatro de Dança Galpão in São Paulo. Später lud ihn der Choreograf Klauss Vianna ein, Teil der experimentellen Tanzgruppe des Theatro Municipal zu werden, wo er für ein Jahr blieb.

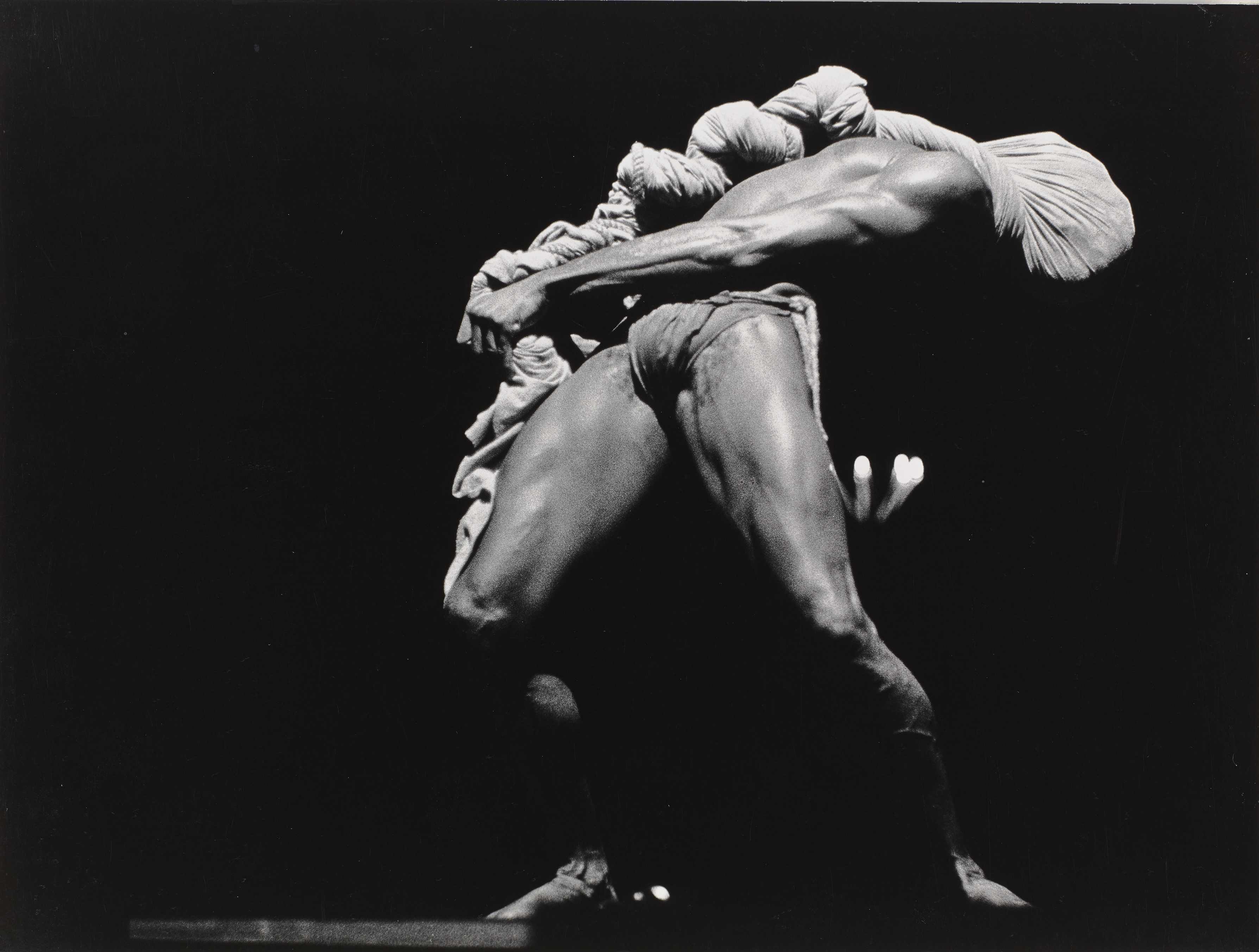
Ismael Ivo in der Schaubühne Berlin, 1984. Fotografin: Anno Wilms

Nach mehreren Auszeichnungen als bester Solotänzer in São Paulo folgte er 1983 der Einladung von Alvin Ailey und wurde Mitglied des Alvin Ailey Dance Centers in New York. Im Jahr 1985 übersiedelte Ivo nach Europa. Seither arbeitete er über zwei Jahrzehnte mit Akteuren der internationalen Tanz-, Musik- und Theaterszene wie Johann Kresnik, George Tabori, Heiner Müller, Usiho Amagatsu, Mina Yoo, Yoshi Oida, Koffi Koko, Marcia Haydée, der Fotografin Anno Wilms und vielen anderen.

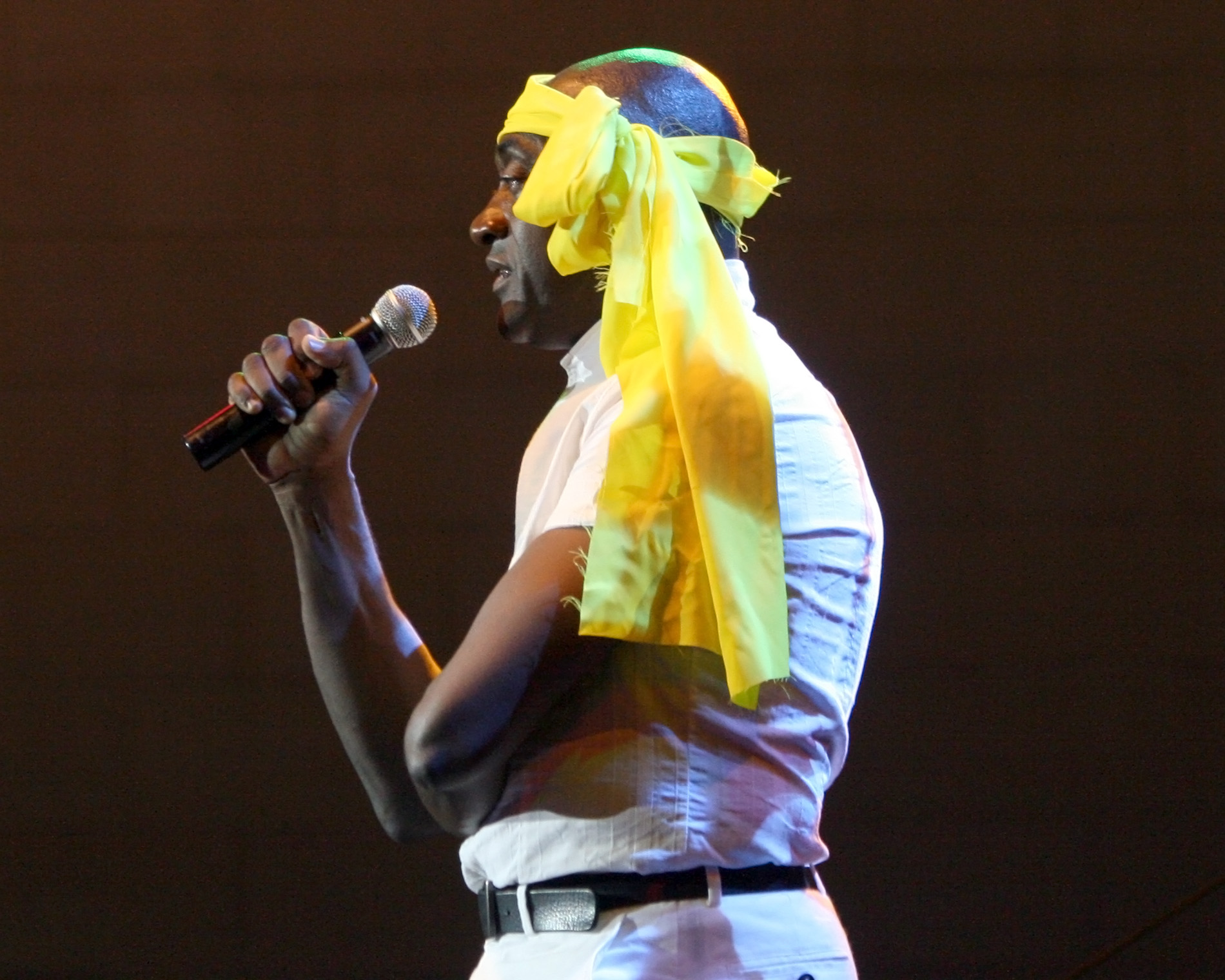
Ismael Ivo bei der Eröffnung des Festivals ImPulsTanz 2011

Ismael Ivo gründete 1984 gemeinsam mit Karl Regensburger das zum größten europäischen Tanzfestival gewachsene ImPulsTanz in Wien. Von 1987 bis 2006 war das Theaterhaus Stuttgart seine künstlerische Heimat. Es gab zahlreiche Uraufführungen, wie zum Beispiel Francis Bacon von 1994, ein Tanzstück, in dem Ismael Ivo einige der Gemälde von Francis Bacon tänzerisch bearbeitete. Mit diesem Stück ist Ismael 2016 für ein Gastspiel nach Stuttgart zurückgekehrt. 1995 tanzte er die viel beachtete Theaterhaus-Produktion Othello, ebenfalls eine Uraufführung. In Stuttgart arbeitete er auch mit Marcia Haydée, der Stuttgarter Tänzerin und Ex-Ballettdirektorin, zusammen. Von 1996 bis 2005 leitete Ivo das Tanztheater des Deutschen Nationaltheaters in Weimar, von 2005 bis 2012 die Sektion Tanz der Biennale Venedig. Dort führte er den Goldenen Löwen der Biennale in der Gattung Tanz ein. In Italien gründete er 2009 das Ausbildungsprojekt „Contemporary Dance Research Center ARSENALE DELLA DANZA“, das ab 2013 in Wien und São Paulo unter dem Namen „Biblioteca do Corpo“ fortgeführt wurde. 2013 war Ismael Ivo Gastprofessor am Max-Reinhardt-Seminar der Universität für Musik und darstellende Kunst Wien.
Von 2017 bis 2020 war Ismael Ivo Direktor des Balé da Cidade de São Paulo. Dort wurde er im November 2017 gemeinsam mit dem Dirigenten Roberto Minczuk zum Co-Intendanten des Theatro Municipal São Paulo, dem wichtigsten Theater und Opernhaus São Paulos, ernannt. Ivo war Mitglied der Jury eines der weltweit größten Tanzwettbewerbe, der Seoul International Dance Competition in Seoul, und gehörte dem Beirat der Iwanson-Sixt-Stiftung zeitgenössischer Tanz an. Im Herbst 2020 wurde er Berater beim Fernsehsender TV Cultura.

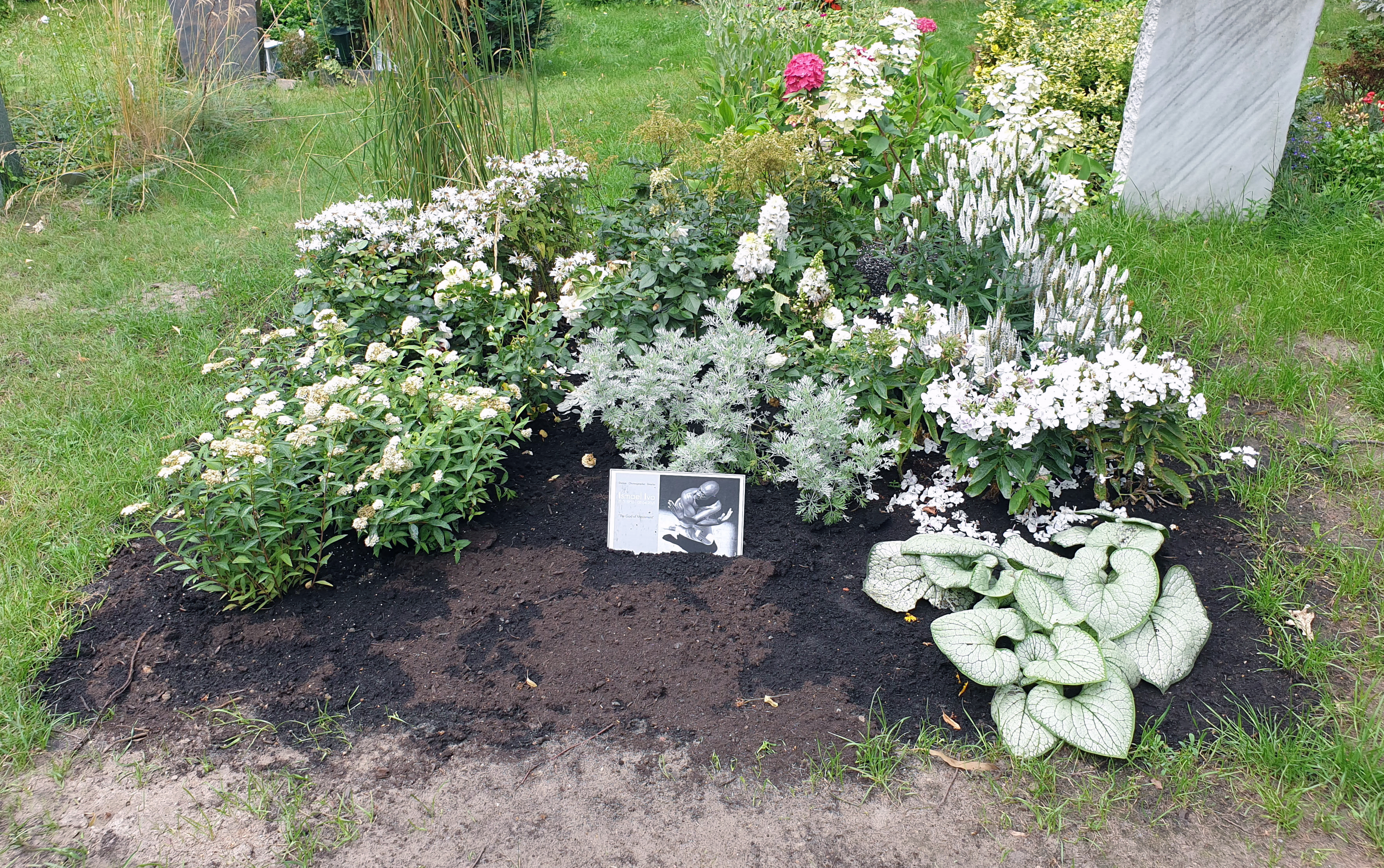
Grabstätte auf dem Alten St.-Matthäus-Kirchhof Berlin, in Berlin-Schöneberg

Ivo erlitt 2020 zwei Schlaganfälle, von denen er sich erholte. Am 8. April 2021 verstarb Ivo im Alter von 66 Jahren an COVID-19 im Hospital Sírio-Libanês in São Paulo, in dem er sich bereits seit einem Monat befunden hatte. Ismael Ivo wurde auf dem Alten St. Matthäus-Friedhof in Berlin-Schöneberg bestattet.

## Auszeichnungen
- 2006: Goldenes Verdienstzeichen des Landes Wien
- 2010: Ordem do Mérito Cultural, höchste kulturelle Auszeichnung Brasiliens[11]
- 2017: Medaille von São Paulo und Trófeu Raça Negra Preis
- 2018: Verdienstorden Brasiliens
- 2019: Österreichisches Ehrenzeichen für Wissenschaft und Kunst[12]
- 2021: Österreichischer Kunstpreis für Darstellende Kunst (posthum)[13]